# Klarevatten (Spekeröds socken, Bohuslän)
Klarevatten eller Äggdals Klarevatten är en sjö i Stenungsunds kommun i Bohuslän och ingår i Göta älv-Bäveåns kustområde. Klarevatten ligger i Svartedalen Natura 2000-område. Trots namnet hörde endast drygt halva sjön till gården Äggdalen medan den sydvästra delen hörde till Anvik.
Sjöns utlopp är i det sydöstra hörnet varifrån det rinner söderut till Korsvattensbäcken vilken mynnar i Ålevattens östra ände.
På södra sidan av sjön ligger ett övergivet vindskydd.

## Bilder

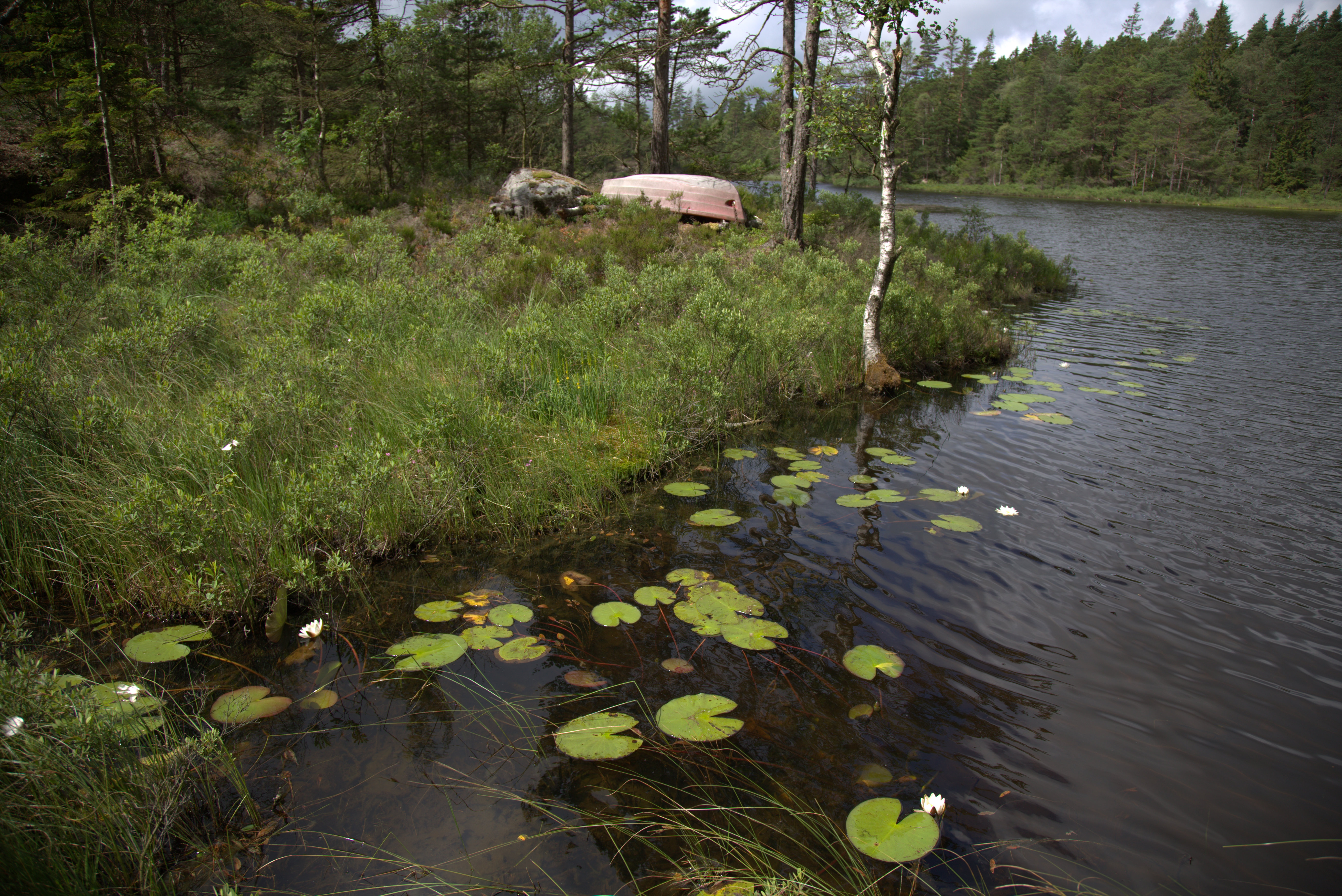
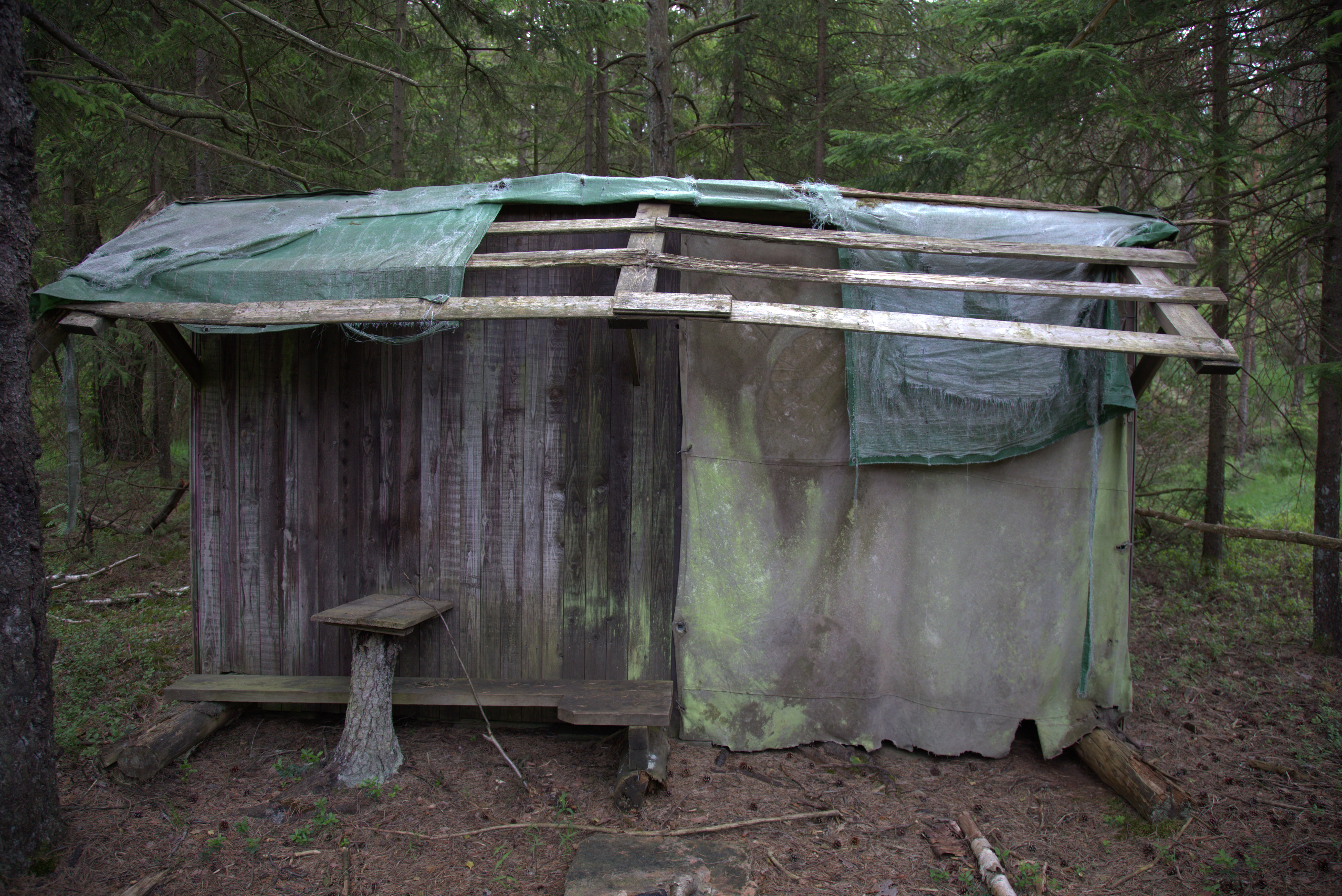
Vindskyddet, norra sidan (den mot sjön). Öppningen är till höger i bild bakom presenningen.